# Danh sách chương truyện Về chuyện tôi chuyển sinh thành Slime
Tensei Shitara Slime Datta Ken là một light novel được viết bởi Fuse và minh họa Mitz Vah. Truyện được phát hành bản tiếng Nhật bởi Micro Magazine. Một manga tương tự của Taiki Kawakami được phát hành bản tiếng Nhật bởi Kodansha. Một manga spinoff của Shō Okagiri, có tựa đề That Time I Got Reincarnated as a Slime: How Monsters Walk, được xuất bản kỹ thuật số bởi Micro Magazine.

## Light novels
| - Mở đầu: "Chết và tái sinh (Death and Reincarnation)" () - Chương 1: "Người bạn đầu tiên của tôi (My First Friend)" () - "Cô bé và Ma vương (The Girl and the Demon Lord)" () - Chương 2: "Trận chiến ở làng Goblin (Battle of the Goblin Village)" () - "Cô gái và ma nhân (The Girl and the Titan)" () | - Chương 3: "Ở vương quốc Dwarf (Through the Dwarven Kingdom)" () - "Cô gái và anh hùng (The Girl and the Hero)" () - Chương 4: "Kẻ chi phối lửa (The Conqueror of Flames)" () - Chương kết: "Hình dạng kế thừa (The Inherited Form)" () - Ngoại truyện: "Chuyến đi đầy mạo hiểm của Gobta (Gobta's Big Adventure)" () |

| - Chapter 1: "The Start of the Mayhem" () - Chapter 2: "Evolutions and Clashes" () - Chapter 3: "The Envoy and the Meeting" () - Chapter 4: "Disengaging Gears" () | - Chapter 5: "The Great Clash" () - Chapter 6: "The Devourer of All" () - Chapter 7: "The Great Forest of Jura Alliance" () - Final Chapter: "A Relaxing Spot" () |

| - Prologue: "The Demon Lord Summit" () - Chapter 1: "The Name of a Nation" () - Chapter 2: "The Demon Lord Invades" () - Chapter 3: "The Congregation" () | - Chapter 4: "The Advancing Malice" () - Chapter 5: "Charybdis" () - Epilogue: "A New Artifice" () |

| - Prologue: "Beauty in Action" () - Chapter 1: "Trading with the Beast KIngdom" () - Chapter 2: "King Gazel's Invitation" () - Chapter 3: "To Human Lands" () - Chapter 4: "The Kingdom of Blumund" () | - Chapter 5: "The Summoned Children" () - Chapter 6: "Conquering the Labyrinth" () - Chapter 7: "Rescued Souls" () - Epilogue: "A Monster's Natural Enemy" () |

| - Prologue: "The Day of Ruin" () - Chapter 1: "Calmer Days" () - Chapter 2: "Prelude to Calamity" () - Chapter 3: "Despair and Hope" () | - Chapter 4: "The Birth of a Demon Lord" () - Chapter 5: "The Unleashed" () - Epilogue: "The String-Puller in the Shadows" () |

| - Prologue: "The Magic-Born's Ruse" () - Chapter 1: "Between Monster and Man" () - Chapter 2: "Word from Ramiris" () - Chapter 3: "The Eve of Battle" () - Interlude: "The Demon Lords" () | - Chapter 4: "In the Land of Destiny" () - Chapter 5: "Walpurgis" () - Chapter 6: "The Octagram" () - Epilogue: "In the Holy Land" () |

| - Prologue: "The Magic-Born Memorial" () - Chapter 1: "Demons and Schemes" () - Chapter 2: "Roles to Uphold" () - Chapter 3: "The Saint's Anticipation" () - Interlude: "A Private Chat" () | - Chapter 4: "The Second Confrontation" () - Chapter 5: "Holy and Demonic Collide" () - Chapter 6: "Gods and Demon Lords" () - Epilogue: "A New Relationship" () |

| - Prologue: "A Status Report" () - Chapter 1: "Reconciliation and Agreement" () - Chapter 2: "The Invitees" () | - Chapter 3: "The Preparations" () - Chapter 4: "The Audiences" () - Epilogue: "The Final Briefing" () |

| - Prologue: "The Lightspeed Hero" () - Chapter 1: "The Eve of the Festival" () - Interlude: "A Late-Night Meeting" () - Chapter 2: "The Founder's Festival" () - Interlude: "A Problem Arises" () | - Chapter 3: "The Battle Tournament" () - Interlude: "The Midnight Conference" () - Chapter 4: "The Final Round and the Labyrinth's Grand Opening" () - Chapter 5: "After the Festival" () - Epilogue: "Flames of Avarice" () |

| - Prologue: "Those Who Set Things in Motion" () - Chapter 1: "A Brisk Labyrinth Business" () - Chapter 2: "Lively Days" () - Interlude: "Maribel" () | - Chapter 3: "The Council" () - Chapter 4: "Behind the Curtain" () - Chapter 5: "The Trap of Greed" () - Epilogue: "The One Who Laughs Last" () |

| - Prologue: "A Golden Depression" () - Chapter 1: "Observation, Research, Results" () - Chapter 2: "New Companions" () - Chapter 3: "A Disturbing Presence" () | - Chapter 4: "Upheaval in the West" () - Chapter 5: "The Hero Awakens" () - Epilogue: "To the Promised Land" () |

| - Prologue: "The Jesters' Escape" () - Chapter 1: "The Sound of Soldiers' Boots" () - Chapter 2: "Accomplishments and Preparation" () - Interlude: "A Look Inside the Empire" () | - Chapter 3: "The Imperial Guests" () - Chapter 4: "The Empire Makes Its Move" () - Chapter 5: "Toward the Opening of Battle" () - Epilogue: "The Emperor's Conquest" () |

| - Prologue: "Two Misgivings" - Chapter 1: "Unrest and Resolve" - Chapter 2: "The Assault Begins" - Interlude: "Gazel's Melancholy" | - Chapter 3: "Battle of the Labyrinth" - Chapter 4: "Total Victory" - Epilogue: "The Deeds of a Demon Lord" |

| - Prologue: "The Clowns' Decision" - Chapter 1: "Rewards and Evolutions" - Interlude: "The Outrageous Celebration" - Chapter 2: "Future Directions" | - Interlude: "The Game Among the Heavens" - Chapter 3: "Capital in Turmoil" - Chapter 4: "The Red Purge" - Epilogue: "Rage" |

## Manga

### Về chuyện tôi chuyển sinh thành Slime
| 1. "Death and Reincarnation" (死亡～そして転生 Shibō ~ Soshite Tensei) 2. "Guardian of the Goblin Village" (ゴブリン村の守護者 Goburin-mura no Gādian) 3. "Master of the Direwolves" (牙狼族の主 Kibaōkami-zoku no Omo) 4. "Head for the Dwarf Kingdom" (目指せドワーフ王国 Mezase Dowāfu Ōkoku) 5. "The Dwarven Craftsman" (ドワーフの職人 Dowāfu no Shokunin) 6. "The Fated One" (運命の人 Unmei no Hito) - "Veldora's Slime Observation Journal" (ヴェルドラのスライム観察日記 Verudora no Suraimu Kansatsu Nikki) |

| 1. "The Hero-King's Judgement" (英雄王の審判 Eiyū-ō no Shinpan) 2. "A Familiar Scent" (懐かしい香り Natsukashī Kaori) 3. "Demon of Flames" (炎の魔人 Honō no Majin) 4. "Inherited Will" (受け継がれる想い Uketsuga Reru Omoi) 5. "The Upheaval Begins" (争乱の始まり Sōran no Hajimari) - "Veldora's Slime Observation Journal" (ヴェルドラのスライム観察日記 Verudora no Suraimu Kansatsu Nikki) |

| 1. "Mighty Foes in the Forest of Jura" (ジュラの森の強者 Jura no Mori no Tsuwamono) 2. "Ogre Attack" (大鬼族の襲撃 Dai Kizoku no Shūgeki) 3. "The Ogres' Story" (大鬼族の事情 Dai Kizoku no Jijō) 4. "An Anomaly in the Forest" (大森林の異変 Dai Shinrin no Ihen) 5. "Gabiru Arrives!" (ガビル参上! Gabiru Sanjō!) 6. "Gobta vs. Gabiru" (ゴブタ VS ガビル Gobuta VS Gabiru) - "Veldora's Slime Observation Journal" (ヴェルドラのスライム観察日記 Verudora no Suraimu Kansatsu Nikki) |

| 1. "Loosening Gears" (狂いゆく歯車 Kurui Yuku Haguruma) 2. "False Superiority" (偽りの優勢 Itsuwari no Yūsei) 3. "The March to War" (出陣の關 Shutsujin no Seki) 4. "Ripples on the Battlefield" (戦場に生じた波紋 Senjō ni Shōjita Hamon) 5. "Death Storm" (黒雷嵐 Kuroikazuchi Arashi) - "Veldora's Slime Observation Journal" (ヴェルドラのスライム観察日記 Verudora no Suraimu Kansatsu Nikki) |

| 1. "Orc Disaster" (オーク・ディザスター Ōku Dizasutā) 2. "The Submissive Demon Lord" (心服の魔王 Shinpuku no Maō) 3. "That Which Devours All" (全てを喰らう者 Subete o Kurau Mono) 4. "The Jura Forest Alliance" (ジュラの森大同盟 Jura no Mori Dai Dōmei) 5. "A Place to Relax" (安らげる場所 Yasurageru Basho) - "Veldora's Slime Observation Journal" (ヴェルドラのスライム観察日記 Verudora no Suraimu Kansatsu Nikki) |

| 1. "Attention on the Town of Monsters" () 2. "Demon Lord Council" () 3. "A Place of Rest" () 4. "Milim the Whirlwind (Part 1)" () - "Veldora's Slime Observation Journal" (ヴェルドラのスライム観察日記 Verudora no Suraimu Kansatsu Nikki) |

| 1. "Milim the Whirlwind (Part 2)" () 2. "The Demon Lords' Plot" () 3. "Visitors to the Land of Monsters" () 4. "Youm: From Chump to Champ" () - "Veldora's Slime Observation Journal" (ヴェルドラのスライム観察日記 Verudora no Suraimu Kansatsu Nikki) |

| 1. "Dispatch from the Overseer" (管理者の急報 Kanrisha no Kyūhō) 2. "Charybdis" (暴風大妖渦 Karyufudisu) 3. "Tyrant of Destruction" (破壊の暴君 Hakai no Bōkun) 4. "As a Nation" (国家として Kokka Toshite) |

| 1. "Trade with the Animal Kingdom" (獣王国との交易 Kemono Ōkoku to no Kōeki) 2. "King Gazel's Invitation (Part One)" (ガゼル王の招待（前編） Gazeru-ō no Shōtai (Zenpen)) 3. "King Gazel's Invitation (Part Two)" (ガゼル王の招待（後編） Gazeru-ō no Shōtai (Kōhen)) 4. "To the Human Kingdom" (Ningen no Kuni e) - "Veldora's Slime Observation Journal" (ヴェルドラのスライム観察日記 Verudora no Suraimu Kansatsu Nikki) |

| 1. "In the Kingdom of Blumund (Part One)" (ブルムンド王国にて（前編） Burumundo Ōkoku Nite (Zenpen)) 2. "In the Kingdom of Blumund (Part Two)" (ブルムンド王国にて（後編） Burumundo Ōkoku Nite (Kōhen)) 3. "Yuuki Kagurazaka" (ユウキ・カグラザカ Yūki kagurazaka) 4. "Failed Heroes" (勇者のなり損ない Yūsha no Nari Sokonai) - "Veldora's Slime Observation Journal" (ヴェルドラのスライム観察日記 Verudora no Suraimu Kansatsu Nikki) |

| 1. "Teaching Job" (先生のお仕事 Sensei no Oshigoto) 2. "Gard Mjöllmile the Merchant" (大商人ガルド・ミョルマイル Ōakindo Garudo Myorumairu) 3. "Dwelling of the Spirits" (精霊の棲家 Seirei no Sumika) 4. "Spirit Queen" (精霊の女王 Seirei no Joō) 5. "Salvation of the Soul" (救われる魂 Sukuwareru Tamashii) - "Veldora's Slime Observation Journal" (ヴェルドラのスライム観察日記 Verudora no Suraimu Kansatsu Nikki) |

| 1. "Mjurran the Witch" (魔女ミュウラン Majo Myuuran) 2. "Prelude to Calamity" (災厄の前奏曲 Saiyaku no Pureryūdo) 3. "Natural Enemy of Monsters" (魔物の天敵 Mamono no Tenteki) 4. "Entangled Intentions" (絡み合う思惑 Karamiau Omowaku) 5. "Bringer of Misfortune" (災いの来訪者 Wazawai no Raihō-sha) 6. "Disaster" (災禍 Saika) - "Veldora's Slime Observation Journal" (ヴェルドラのスライム観察日記 Verudora no Suraimu Kansatsu Nikki) |

| 1. "Despair and Hope" (絶望と希望 Zetsubō to Kibō) 2. "The Conditions for Hope" (希望の条件 Kibō no Jōken) 3. "The Witch's Punishment" (魔女の処罰 Majo no Shobatsu) 4. "Whether Monster or Human" (魔物であれ人間であれ Mamono de are Ningen de are) 5. "Moment of Counterattack" (逆襲の刻 Gyakushū no Toki) - "Veldora's Slime Observation Journal" (ヴェルドラのスライム観察日記 Verudora no Suraimu Kansatsu Nikki) |

| 1. "The Difference in Class" (格の違い Kaku no Chigai) 2. "Megiddo" (神之怒 Megido) 3. "Merciless" (心無者 Mujihinarumono) 4. "Demon of Respect and Affection" (敬愛の悪魔 Keiai no Akuma) - "Veldora's Slime Observation Journal" (ヴェルドラのスライム観察日記 Verudora no Suraimu Kansatsu Nikki) |

| 1. "Birth of a Demon Lord" (魔王誕生 Maō Tanjō) 2. "Tempest Resurrection Festival" (テンペスト復活祭 Tenpesuto Fukkatsu-sai) 3. "Yuurazania, Day of Destruction" (獣王国、滅びの日 Yūrazania, Horobi no Hi) - "Veldora's Slime Observation Journal" (ヴェルドラのスライム観察日記 Verudora no Suraimu Kansatsu Nikki) |

| 1. Tokihanata Reshi Mono (解き放たれし者 Tokihanata Reshi Mono) 2. Uzumaku Inbō (渦巻く陰謀 Uzumaku Inbō) 3. Majin-tachi no Sakubō (魔人達の策謀 Majin-tachi no Sakubō) 4. Jinma Kaidan 1 (人魔会談１ Jinma Kaidan 1) - "Veldora's Slime Observation Journal" (ヴェルドラのスライム観察日記 Verudora no Suraimu Kansatsu Nikki) |

| 1. Jinma Kaidan 2 (人魔会談２ Jinma Kaidan 2) 2. Maō to Ryūshu (魔王と竜種 Maō to Ryūshu) 3. Kaisen Zenya (会戦前夜 Kaisen Zenya) 4. Maō-tachi no Utage (Warupurugisu) (魔王達の宴（ワルプルギス） Maō-tachi no Utage (Warupurugisu)) 5. Kaisen (会戦 Kaisen) |

| 1. Taiyō no Sairai (大妖の再来 Taiyō no Sairai) 2. Shiryō no Ō (死霊の王 Shiryō no Ō) 3. Akuma no Chūsei (悪魔の忠誠 Akuma no Chūsei) 4. Kikyō no Dōke (Kureijī Piero) (喜狂の道化（クレイジーピエロ） Kikyō no Dōke (Kureijī Piero)) 5. Chūyō Dōke Ren (中庸道化連 Chūyō Dōke Ren) |

| 1. Chūyō Dōke Ren (中庸道化連 Chūyō Dōke Ren) 2. Seinaru Basho de (聖なる場所で Seinaru Basho de) 3. Hachi Hoshi Maō (八星魔王 Hachi Hoshi Maō) 4. Kami no Migite (神の右手 Kami no Migite) - 87.5 Gurumerōdo (グルメロード Gurumerōdo) |

| 1. Akuma to Bōryaku (悪魔と謀略 Akuma to Bōryaku) 2. Makoku Renpō to Shinseihō Kōkoku (魔国連邦と神聖法皇国 Makoku Renpō to Shinseihō Kōkoku) 3. Seijin no Omowaku (聖人の思惑 Seijin no Omowaku) 4. Dōkyō o Omō (同郷を想う Dōkyō o Omō) 5. Nidome no Taiji (二度目の対峙 Nidome no Taiji) |

| 1. Shōma Gekitotsu (聖魔激突 Shōma Gekitotsu) 2. Furuki Akuma no Hohoemi (古き悪魔の微笑み Furuki Akuma no Hohoemi) 3. Kenjin no Mokuromi (賢人の目論見 Kenjin no Mokuromi) 4. Kami to Maō (神と魔王 Kami to Maō) |

| 1. Shiserumono e no Shukufuku (死せる者への祝福 Shiserumono e no Shukufuku) 2. Keika Hōkoku (経過報告 Keika Hōkoku) 3. Wakai to Kyōtei 1 (和解と協定1 Wakai to Kyōtei 1) 4. Wakai to Kyōtei 2 (和解と協定2 Wakai to Kyōtei 2) 5. Wakai to Kyōtei 2.5 (和解と協定2.5 Wakai to Kyōtei 2.5) |

| 1. Kakkoku to Jōtaijō (各国と招待状 Kakkoku to Jōtaijō) 2. Meikyū Yōsei (迷宮妖精 Meikyū Yōsei) 3. Kaisai Junbi (開催準備 Kaisai Junbi) 4. Tengu no Naresome (長鼻族 Tengu no Naresome) |

| 1. Ekkenshiki (謁見式 Ekkenshiki) 2. Senkō no Yūsha (閃光の勇者 Senkō no Yūsha) 3. Kaikokusai Zen'ya (開国祭前夜 Kaikokusai Zen'ya) 4. Saikai to Deai (再会と出会い Saikai to Deai) |

| 1. Shoku no Kōseki (食の功績 Shoku no Kōseki) 2. Kaikokusai (開国祭 Kaikokusai) 3. Mondai Hassei (問題発生 Mondai Hassei) 4. Butō Taikai (武闘大会 Butō Taikai) |

| 1. San Kyotōkaidan (三巨頭会談 San Kyotōkaidan) 2. Kesshōsen to Danwa (決勝戦と談話 Kesshōsen to Danwa) 3. Meikyū Kaihō (迷宮解放 Meikyū Kaihō) 4. Meikyū Tansaku (迷宮探索 Meikyū Tansaku) |

| 1. Matsuri no Ato (祭りの後 Matsuri no Ato) 2. Junchōna Meikyū un'ei (順調な迷宮運営 Junchōna Meikyū un'ei) 3. Suraimu no Kyōi (スライムの脅威 Suraimu no Kyōi) |

| 1. Hyōgi-kai ni Mukete (評議会にむけて Hyōgi-kai ni Mukete) 2. Ingurashia e (イングラシアへ Ingurashia e) 3. Konton no Hyōgi-kai (混沌の評議会 Konton no Hyōgi-kai) 4. Konton no Hyōgi-kai 2 (混沌の評議会 ２ Konton no Hyōgi-kai 2) |

| 1. Kuromaku no Shōtai (黒幕の正体 Kuromaku no Shōtai) 2. Gōyoku no Wana (強欲の罠 Gōyoku no Wana) 3. Kodai Toshi Amurita (古代都市アムリタ Kodai Toshi Amurita) 4. Gōyoku no Mariaberu (強欲のマリアベル Gōyoku no Mariaberu) |

### Về chuyện tôi chuyển sinh thành Slime: Cách quái vật di chuyển
| # | Ngày phát hành tiếng Nhật | ISBN tiếng Nhật   |
| - | ------------------------- | ----------------- |
| 1 | 7 tháng 4 năm 2017        | 978-4-89637-628-9 |
| 2 | 8 tháng 12 năm 2017       | 978-4-89637-684-5 |
| 3 | 9 tháng 3 năm 2018        | 978-4-89637-701-9 |
| 4 | 28 tháng 9 năm 2018       | 978-4-89637-820-7 |
| 5 | 29 tháng 3 năm 2019       | 978-4-89637-865-8 |
| 6 | 30 tháng 10 năm 2019      | 978-4-89637-935-8 |
| 7 | 30 tháng 6 năm 2020       | 978-4-86716-025-1 |
| 8 | 30 tháng 1 năm 2021       | 978-4-86716-104-3 |